# خليفة مسرحي
خليفة محمد مسرحي لاعب كرة قدم سعودي.

## مسيرة اللاعب
لعب سابقاً في نادي الاتفاق ونادي النهضة.

## الحياة الشخصية
هو شقيق اللاعبين سلطان مسرحي وفيصل مسرحي وأيمن مسرحي.

## روابط خارجية
- خليفة مسرحي على موقع Soccerway.com (الإنجليزية)
- خليفة مسرحي على موقع كووورة